# Garcinia pyrifera
Garcinia pyrifera är en tvåhjärtbladig växtart som beskrevs av Henry Nicholas Ridley. Garcinia pyrifera ingår i släktet Garcinia och familjen Clusiaceae. Inga underarter finns listade i Catalogue of Life.